# Cilieza
Cilieza es una entidad de población española del municipio de Valle de Mena, perteneciente a la provincia de Burgos, en la comunidad autónoma de Castilla y León.

## Historia
Hacia mediados del siglo XIX, el lugar, ya por entonces perteneciente al ayuntamiento de Valle de Mena, tenía contabilizada una población de 45 habitantes. Aparece descrito en el sexto volumen del Diccionario geográfico-estadístico-histórico de España y sus posesiones de Ultramar de Pascual Madoz con las siguientes palabras:

CILIEZA: l. en la prov., aud. terr. y c. g. de Burgos (20 leg.), part. jud. de Villarcayo (6), dióc. de Santander, ayunt. titulado del valle de Mena. sit. en la falda de una peña entre el campo del Caballo y la Complacera, con buena ventilacion y clima saludable; y para su gobierno interior se nombra un alc. pedáneo, otro suplente y un fiel de fechos. Tiene 28 casas, una igl. dedicada á la Sta. Cruz, aneja de la de Ovilla, cuyo cura párr. dice en aquella segunda misa, un cementerio en parage ventilado, y una fuente de buenas aguas para el consumo del vecindario. Confina el térm. N. Obillas; E. el Campo del Caballo; S. la peña que divide el valle citado de Mena de Relloso, y O. la Complacera y Anzó. El terreno es arenoso y cascajoso, y en él se crian robles y hayas. Los caminos son de servidumbre. prod.: trigo, maiz, cebada y legumbres, manzanas, ciruelas, persicos y uvas; ganado vacuno, lanar, cabrio, yeguar y mular; y caza de liebres, perdices, zorros y lobos. ind.: la agricola. comercio: se estraen ganados y se importan granos, vino, aceite y ropa. pobl.: 24 vec., 90 alm.
(Madoz, 1847, p. 401)

En 2022, tenía empadronados dos habitantes.